# Rickey Green
Rickey Green (ur. 18 sierpnia 1954 w Chicago) – amerykański koszykarz, występujący na pozycji obrońcy.
W 1982 roku, występując w barwach klubu Utah Jazz, zdobył 5 000 000 punkt w historii NBA.

## Osiągnięcia
NCAA
- Finalista NCAA (1976)[2]
- Wybrany do I składu:
  - All-American (1977)[3]
  - turnieju NCAA (1976)[4]

NBA
- Uczestnik meczu gwiazd NBA (1984)[5]
- Lider NBA w przechwytach (1984)[6]
- Zawodnik tygodnia NBA (4.12.1983)[7]